# プレミアムウォーター
プレミアムウォーター株式会社は、東京都渋谷区に本社を置く飲料水などの製造を行う企業。ワンウェイ方式の天然水 (PREMIUM WATER・CLYTIA) 宅配サービス。光通信の連結子会社で、持株会社プレミアムウォーターホールディングスの完全子会社。

## 開発サーバー
- オリジナルウォーターサーバーを開発。amadanaデザイン、キティーちゃんデザインなど。

## 水の製造
- ISO9001で衛生管理、非加熱処理方式採用、富士吉田市地下約200メートルより採水、四国化工機等のプラントでボトリングから梱包まで一貫生産。

## 水の種類
- 「富士吉田」は世界遺産の富士山が生み出す、富士山麓の地下約200mからくみ上げられた4大ミネラル成分をバランスよく含んだ天然水。天然ミネラルのバナジウムと亜鉛が含まれる。
- 「北アルプス」は雪解け水が濾過された天然水。北アルプスの雪解け水を地下約200mより汲み上げ。配送先を北海道在住者に限定している。
- 「朝来」は山々に囲まれた大自然が育んだ天然水。ホタルの里としても有名な、中国山地の東部に位置する1,000m級の山々に囲まれた水源地。地下約80mより汲み上げ。
- 「金城」は島根県の青い海と緑の大地が育んだ天然水：中国山地の麓で、昔から良質の温泉地帯として知られている水源地。地下約700mの花崗岩の下でろ過。
- 「南阿蘇」は日本名水百選・平成名水百選の地の天然水：南阿蘇の地下層で磨かれ、多くのミネラルを吸収した天然水はやわらかく優しい風味。天然ミネラルのシリカが含まれる。

## 沿革
- 2016年（平成28年）
  - 4月18日 - 株式会社ウォーターダイレクト分割準備会社として設立[1][2]。
  - 7月1日 - 会社分割で宅配水事業を株式会社ウォーターダイレクト（初代、現・株式会社プレミアムウォーターホールディングス）から継承し、株式会社ウォーターダイレクト（2代）に商号変更[1][2]。
  - 10月1日 - 株式会社アイディール・ライフ及び株式会社ディー・アクションを吸収合併[3]。
- 2017年（平成29年）
  - 4月1日 - プレミアムウォーター株式会社（初代）を吸収合併し、プレミアムウォーター株式会社（2代）に商号変更[4]。同時に株式会社ウェルウォータも吸収合併[3]。
  - 7月1日 - エフエルシーイノベーション株式会社を吸収合併[3]。
- 2020年
  - 9月1日 - 本社移転。

## CM出演者
- 児嶋一哉（2020年7月 - ）[5]